# Goiás Esporte Clube
Maillots
Actualités
Dernière mise à jour : 24 décembre 2024.
Le Goiás Esporte Clube est un club brésilien de football basé à Goiânia dans l'État de Goiás.

## Histoire
Le Goiás Esporte Clube est fondé le 6 avril 1943 dans la ville de Goiânia dans l'État de Goiás.
Le club dispute son premier match en 1944 dans le championnat d'État de Goiás. Goiás EC remporte ce titre pour la première fois en 1966. Depuis, le club a atteint une position dominante dans l'État. Goiás a pu remporter le championnat d'État 28 fois, ce qui en fait le record. Les principaux rivaux, tous originaires de la capitale, sont le Vila Nova FC, l'Atlético Goianiense et le Goiânia EC.
Goiás a fait ses débuts dans le championnat brésilien en 1973 et a été au plus haut niveau depuis, avec seulement une interruption de trois ans. Le meilleur classement a été la troisième place en 2005, grâce à laquelle Goiás s'est qualifié pour la Copa Libertadores. En tant que premier de groupe, le club atteint le deuxième tour où lors du match aller l'équipe s'incline 0-2 face aux Argentins de l' Estudiantes de la Plata. Au match retour, Goiás s'impose 3-1 et est éliminée à cause de la règle des buts marqués à l'extérieur, règle nouvellement créée en Copa Libertadores. En 1990, le club atteint la finale de la Coupe du Brésil perdant de justesse 0-0 et 1-0 contre Flamengo.
En 2010, Goiaś est relégué après dix années ininterrompue en Serie A en terminant 19e. En décembre 2010, le club dispute la finale de la Copa Sudamericana 2010. Après une victoire 2-0 à domicile, Goiás s'est incliné 3-1 contre le CA Independiente et a dû céder le titre aux Argentins après une séance de tirs au but (2-4).
Lors de la saison 2012, Goiás EC termine la saison de deuxième division en tant que champion et remonte en Série A. Après avoir été relégué entre-temps, le club a terminé deuxième de la Série B 2021 et s'est ainsi qualifié pour la Série A 2022.

## Palmarès
| Compétitions nationales | Compétitions régionales |
| --- | --- |
| - Championnat du Brésil de D2 (2) : - Champion : 1999 et 2012 - Vice-champion : 1994 - Coupe du Brésil : - Finaliste : 1990 | - Championnat du Goiás (28) : - Champion : 1966, 1971, 1972, 1975, 1976, 1981, 1983, 1986, 1987, 1989, 1990, 1991, 1994, 1996, 1997, 1998, 1999, 2000, 2002, 2003, 2006, 2009, 2012, 2013, 2015, 2016, 2017 et 2018 - Vice-champion : 1945, 1951, 1953, 1956, 1960, 1964, 1973, 1974, 1977, 1978, 1980, 1982, 1988, 1992, 1993, 2001, 2005, 2007, 2008, 2011, 2014 et 2019 - Copa Verde (1) - Vainqueur : 2023 - Copa Centro-Oeste (pt) (3) : - Vainqueur : 2000, 2001 et 2002 |